# Kanton Cirey-sur-Vezouze
Cirey-sur-Vezouze is een voormalig kanton van het Franse departement Meurthe-et-Moselle. Het kanton maakte deel uit van het arrondissement Lunéville. Op 22 maart 2015 is het kanton opgeheven en zijn de gemeenten opgegaan in het kanton Baccarat.

## Gemeenten
Het kanton Cirey-sur-Vezouze omvatte de volgende gemeenten:
- Bertrambois
- Cirey-sur-Vezouze (hoofdplaats)
- Parux
- Petitmont
- Saint-Sauveur
- Tanconville
- Val-et-Châtillon